# جائزة زحل لأفضل ممثل مساعد على التلفزيون
يتم تقديم جائزة زحل لأفضل ممثل مساعد على التلفزيون (بالإنجليزية: Saturn Award for Best Supporting Actor on Television)‏ سنويًا من قبل أكاديمية أفلام الخيال العلمي والفنتازيا والرعب، لتكريم أعمال الممثلين في الخيال العلمي والفنتازيا والرعب على التلفاز.

## وصلات خارجية
- السادس والعشرون، السابع والعشرون، الثامن والعشرون، التاسع والعشرون، الثلاثون، الواحد والثلاثون، الثاني والثلاثون، الثالث والثلاثون، الرابع والثلاثون، الخامس والثلاثون، السادس والثلاثون، السابع والثلاثون، الثامن والثلاثون، التاسع والثلاثون، الأربعون، الواحد الأربعون، الثاني الأربعون (بالإنجليزية)